# Canções
Canções («Canciones») es una colección de poemas del escritor portugués António Botto, que fue editada y aumentada por el propio autor en el periodo de 1921 a 1932. El carácter abiertamente homosexual de algunos de los poemas causó enorme polémica en los medios conservadores y religiosos de la época. Canções fue traducido al inglés por Fernando Pessoa.

## La poesía deCanções
En Canções, António Botto escribió sobre las emociones humanas más fuertes: las fuertes pulsiones eróticas y sexuales, el vértigo del deseo y de la tentación, pero su genio supo rodearlos de una aura simpática y calurosa, en un lenguaje simple pero fuertemente expresivo, como en «Venham ver a maravilha» («Vengan a ver la maravilla»)

Venham ver a maravilha
Do seu corpo juvenil! O sol encharca-o de luz,
E o mar, de rojos, tem rasgos
De luxúria provocante. Avanço. Procuro olhá-lo
Mais de perto... A luz é tanta
Que tudo em volta cintila
Num clarão largo e difuso... Anda nu - saltando e rindo,
E sobre a areia da praia
Parece um astro fulgindo. Procuro olhá-lo; - e os seus olhos,
Amedrontados, recusam,
Fixar os meus... - Entristeço... Mas nesse lugar fugidio -
Pude ver a eternidade
Do beijo que eu não mereço...
¡Vengan a ver la maravilla
De su cuerpo juvenil! El sol lo encharca de luz,
Y el mar, de rojos, tiene rasgos
De lujuria provocante. Avanzo. Busco mirarlo
Más de cerca... La luz es tanta
Que todo en derredor brilla
En un claror ancho y difuso... Anda desnudo - saltando y riendo,
Y sobre la arena de la playa
Parece un astro fulgiendo. Busco mirarlo; - y sus ojos,
Amedrentados, recusan,
Fijar los míos... - Entristezco... Pero en ese lugar brillante -
Pude ver la eternidad
Del beso que yo no merezco...

O aún, manifestando un intenso dilema interno, queriendo sin querer, intentando resistir a la pasión sin conseguirlo, en Meus olhos que por alguém («Mis ojos que por alguien»):

Meus olhos que por alguém
Deram lágrimas sem fim
Já não choram por ninguém
- Basta que chorem por mim
Arrependidos e olhando
A vida como ela é,
Meus olhos vão conquistando
Mais fadiga e menos fé.
Mas se as coisas são assim,
Chorar alguém - que loucura!
- Basta que eu chore por mim.
Mis ojos que por alguien
Dieron lágrimas sin fin
Ya no lloran por nadie
- Basta que lloren por mí
Arrepentidos y mirando
La vida como ella es,
 Mis ojos van conquistando
Más fatiga y menos fe.
Pero si las cosas son así,
Llorar alguien - ¡que locura!
- Basta que yo llore por mí.

O desfalleciendo de placer, como en Ouve, meu anjo («Oye, mi ángel»):

Ouve, meu anjo:
Se eu beijasse a tua pele?
Se eu beijasse a tua bôca
Onde a saliva é mel?
Tentou, severo, afastar-se
Num sorriso desdenhoso;
Mas aí!,
A carne do assasssino
É como a do virtuoso.
Numa atitude elegante,
Misterioso, gentil,
Deu-me o seu corpo doirado
Que eu beijei quase febril.
Na vidraça da janela,
A chuva, leve, tinia...
Ele apertou-me cerrando
Os olhos para sonhar -
E eu lentamente morria
Como um perfume no ar!
Oye, mi ángel:
¿Si yo besase tu piel?
¿Si yo besase tu boca
Donde la saliva es miel?
Intentó, severo, alejarse
Con una sonrisa desdeñosa;
¡Mas ay!,
La carne del asesino
Es cómo la del virtuoso.
En una actitud elegante,
Misterioso, gentil,
Me dio su cuerpo dorado
Que yo besé casi febril.
En el vidrio de la ventana,
La lluvia, leve, tintinea...
Él me apretó cerrando
Los ojos para soñar -
Y yo lentamente moría
¡Como un perfume en el aire!

Pero también supo ser directo y provocador, como en Anda vem..., porque te negas («Anda ven..., porque te niegas»)

Anda vem..., porque te negas,
Carne morena, toda perfume?
Porque te calas,
Porque esmoreces, Boca vermelha - rosa de lume? Se a luz do dia
Te cobre de pejo,
Esperemos a noite presos num, beijo. Dá-me o infinito gozo
De contigo adormecer
Devagarinho, sentindo
O aroma e o calor
Da tua carne, meu amor! E ouve, mancebo alado:
Entrega-te, sê contente!
- Nem todo o prazer
Tem vileza ou tem pecado! Anda, vem!... Dá-me o teu corpo
Em troca dos meus desejos...
Tenho saudade da vida!
Tenho sede dos teus beijos!
Anda ven..., ¿porque te niegas,
Carne morena, toda perfume?
¿Porque te callas,
Porque enmudeces, Boca roja - rosa de llama? Si la luz del día
Te cubre de pudor,
Esperemos la noche prendidos en un, beso. Dame el infinito gozo
De contigo adormecer
Despacio, sintiendo
El aroma y el calor
De tu carne, ¡mi amor! Y oye, mancebo alado:
Entrégate, ¡sé feliz!
- ¡No todo el placer
Tiene vileza o ha pecado! Anda, ¡ven!... Dame tu cuerpo
En pago por mis deseos...
¡Tengo añoranza de la vida!
¡Tengo sed de tus besos!

## Polémica en torno aCanções
En un artículo publicado en el n.º 3 de la revista Contemporânea en julio de 1922 a propósito de Canções, Fernando Pessoa, en una defensa indirecta y algo «avergonzada», teoriza sobre el ideal estético, relacionándolo con la Grecia antigua, y defiende que António Botto es el único esteta de Portugal: «Artistas ha habido muchos en Portugal; estetas sólo el autor de Canções.»
Álvaro de Campos, uno de los heterónimos de Fernando Pessoa, rebate en el n.º 4 de Contemporânea, de octubre de 1922, los argumentos de Pessoa (!) por demasiado rebuscados e innecesarios, defiende que Botto es completamente inmoral e indecente, pero es en eso donde está su calidad: «Botto tiene esto de fuerte y de firme: es que no da disculpas. Y yo creo, y deberé tal vez siempre creer, que no dar disculpas es mejor que tener razón.» En el mismo n.º 4 de la revista Contemporânea, Álvaro Maia, un periodista, firma un artículo en respuesta a Fernando Pessoa donde se indigna de que un ilustre intelectual como Pessoa se asociarse a la tan repugnante, indecente, escandalosa y putrescente obra.
Raul Leal, descontento con la ausencia de respuesta de Fernando Pessoa, publicó en 1923 el opúsculo Sodoma Divinizada en la editora Olissipo (también de Fernando Pessoa), donde ataca ferozmente a Álvaro Maia y defiende a Botto, teorizando acerca de la divinización de la inmoralidad y del pecado, que así pasaría a ser moral y aceptable: «Sodoma no fue condenada a la llamas por ser viciosa, sino por no ser místicamente viciosa. (...) Ahora, a buen seguro, António Botto no satisface mi ideal del lujurioso y pederasta místico; pero eso depende principalmente del medio en que vivimos, medio perverso en que se no siente a Dios, que así se mantiene alejado de nosotros. (...) ¡Créense templos de Lujuria, en los que esta tome una función litúrgica, y sólo entonces surgirá el verdadero sensualismo místico que debe expresar la divinización del Mundo, la divinización de Sodoma, establecida de forma exaltada por el Verbo y por el Espíritu Santo de Dios!.»
La tempestad desencadenada por Canções y por «Sodoma Divinizada», así como por otras obras y artículos que aparecían en las librerías y periódicos de la época, entre los que se debe destacar Decadencia de Judite Teixeira, fue tremenda y la Federação Académica de Lisboa, teniendo cómo portavoz a Pedro Teotónio Pereira, denunció en febrero de 1923 en el periódico A Época la «vergonzosísima desmoralización que bajo los más repugnantes aspectos, se extiende constantemente.» La Federación Académica de Lisboa probablemente sólo estaba sirviendo de voz pública a los poderes públicos de la época, ya que poco después, en marzo, el Gobierno Civil de Lisboa ordena la retirada de los mencionados libros de Botto, Raul Leal y Judite Teixeira.
Fernando Pessoa y Álvaro de Campos protestaron contra el ataque de los estudiantes a Raul Leal: «Oh niños: estudien, diviértanse y cállense. (...) Diviértanse con mujeres, si gustan de mujeres; diviértanse de otra manera, se prefieren otra. Todo está bien, porque no pasa del cuerpo de quien se divierte. Pero en cuanto al resto, cállense. Cállense lo más silenciosamente posible.» Pero con poco efecto. El impulso censurador, moralista, obscurantista y homofóbico, gana fuerza con el régimen del Estado Novo y la revista Orden Nueva se declara «antimoderna, antiliberal, antidemocrática, antibolchevista y antiburguesa; contra-revolucionaria; reaccionaria; católica, apostólica y romana; monárquica; intolerante e intransigente; insolidaria con escritores, periodistas y cualesquier profesionales de las letras, de las artes y de la información.» António Botto terminó por verse forzado a emigrar a Brasil y Raul Leal sería víctima de palizas y dejaría de escribir para periódicos durante 23 años.